# Сан-Педру-дас-Мисойнс
Сан-Педру-дас-Мисойнс (порт. São Pedro das Missões) — муниципалитет в Бразилии, входит в штат Риу-Гранди-ду-Сул. Составная часть мезорегиона Северо-запад штата Риу-Гранди-ду-Сул. Входит в экономико-статистический микрорегион Каразинью. Население составляет 1769 человек на 2006 год. Занимает площадь 83,148 км². Плотность населения — 21,3 чел./км².

## Статистика
- Валовой внутренний продукт на 2003 составляет 16 955 384,00 реала (данные: Бразильский институт географии и статистики).
- Валовой внутренний продукт на душу населения на 2003 составляет 9520,15 реала (данные: Бразильский институт географии и статистики).